# 拉什科
拉什科（斯洛維尼亞語： 發音：[ˈlaːʃkɔ] ⓘ），是斯洛維尼亞東部的一個溫泉鎮。它是拉什科市鎮的行政中心。當地是下施蒂里亞傳統地區的一部分，現在被包括在薩維尼亞統計區。該鎮位於薩維尼亞河邊的哈姆山腳下。它在可追溯到1227年的書面文件中首次被提及，並於1927年被授予城鎮特權。眾所周知，自鐵器時代以來就有人定居，羅馬考古發現在該地區很常見，但羅馬定居點的確切位置尚不清楚。目前該鎮以其一年一度的啤酒和鮮花節（Pivo - Cvetje）和全國最大的啤酒廠 Laško 啤酒廠而聞名。2010年，拉什科受到洪水的嚴重影響。

## 城堡
當地的城堡，被稱為塔博爾城堡，其歷史可以追溯到12世紀，儘管它在1265年的書面資料中首次被提及。它在15世紀後期的奧斯曼帝國突襲中被燒毀，並在16世紀擴建。

## 啤酒廠
鎮上的釀造可以追溯到 1817 年，當時製鐘者伊万·斯坦梅茨 (Ivan Steinmetz) 在那裡建立了一家啤酒廠。 拉什科啤酒廠於2016年賣給海尼根。

## 教堂
該定居點的堂區教堂是獻給聖馬丁，屬於天主教采列教區。這是一座可追溯到 13 世紀的羅馬式建築，後來又進行了各種增建和改建。

## 外部連結
- Laško on Geopedia （页面存档备份，存于）
- Laško municipal website （页面存档备份，存于） （斯洛維尼亞語）
- Laško – the Confluence of Good （页面存档备份，存于）
- Festival of Beer and Flowers
- Festival background